# 大阪博览会
大阪博览会（即日本第五次国内劝业博览会）於1903年3月1日至7月1日在大阪市的天王寺区举办。此次展会展出了高水准的工业品和艺术品，吸引了日本国内科技和文化界的精英们的莅临。

## 大阪博览会事件
- 1903年2月10日、11日，日本新闻报道大阪博览会将设立人类馆，雇请朝鲜、印度、中国等七种人作展品，在馆内“演习其固有特性及生息之程度、阶级，并其恶风蛮习等，以供观览。”留日中国学生认为这是对中国人的极大侮辱。后大阪中国商务团体出面向日本大阪博览会方面进行交涉，要求取消该项展览并声明如日方拒不撤销，商会将拒绝与会并在博览会开会的当天举黑旗志哀以示抗议，最终日本方面撤去该演习。
- 3月12日，秦毓鎏、陈去病、蔡文森、侯保三等中国留学生从东京到大阪参观博览会，发现福建省的陈列品附设在台湾馆中，秦毓鎏等人认为福建陈列品附设在它的殖民地台湾的陈列馆中，是对中国国权的侮辱，当即向会中执事抗议。博览会方面认为福建省展品无法归入任何陈列馆，只好放在同为闽南客家人居住地的台湾馆。秦毓鎏等人又找到湖北出品委员候补道桑宝希望给予支持，桑宝劝留学生认为这是小事怕影响邦交不肯负责。秦毓鎏等人又约见博览会高级办事人员，要求将福建省的展品移至湖北馆，并威胁博览会方面如不自行移出将要打碎玻璃暴力取出展品。同时，致电东京留学生会馆，请求推选代表前来协助交涉。3月15日，东京中国留学生会馆派遣代表刘祟杰、林长民等人赶到大阪，与大阪博览会方面进行了交涉。此事最终引起日本政府的关注，遂答应留日学生的要求，将福建省陈列品从台湾馆迁出。
- 大阪博览会事件是一系列影响到辛亥革命爆发的爱国主义运动之一。